# Моррис, Маргарет
Маргарет Моррис (англ. Margaret Morris; 1891, Лондон — 29 февраля 1980, Глазго) — английская балетная танцовщица, хореограф и педагог, одна из родоначальниц свободного танца в Великобритании.
Раннее детство провела во Франции. Начала придумывать первые упражнения для развития танцевальной техники в возрасте 12 лет. В 18 лет она берёт несколько уроков «греческих позиций» у Раймонда Дункана, брата Айседоры, а годом позже открывает в Лондоне с помощью Джона Голсуорси свою первую школу танца для детей.
Получив классическую балетную подготовку и будучи неудовлетворённой её ограниченностью и искусственностью, она искала технику, которая «не принуждала бы танцовщицу к определённому типу движения» и «была бы способна передавать новые формы движения и композиции». Особенность подхода Маргарет Моррис, которая была также талантливым художником, — акцент на визуальном выстраивании композиции, формы, линий и цвета в движении и танце.
Маргарет Моррис была заметной фигурой в культурной жизни Великобритании; в работе над её постановками участвовали многие художники и композиторы, а открытый ею и её мужем, художником Дж. Д. Фергуссоном, «Новый клуб искусств» в Глазго был многие годы центром притяжения культурной элиты. В круг её близких знакомых входили Кэтрин Мэнсфилд, Эзра Паунд.
В 1947 году Маргарет Моррис создала в Глазго профессиональную труппу «Кельтский балет Шотландии», в постановках которой соединились её собственная техника и традиционные шотландские формы народного танца. Труппа имела успех в Великобритании и за её пределами; в конце 1950-х годов гастролировала в Советском Союзе.
Считая танец видом искусства, наиболее близким к повседневной жизни, Маргарет Моррис развивала свою систему движения (Margaret Morris Movement) не только как систему подготовки танцоров, но и как систему оздоровления, физического и творческого развития для людей всех возрастов, возможностей и способностей. В 1925—1926 годах она провела первые лекции-демонстрации для докторов и акушерок, а также занималась в больницах с выздоравливающими и детьми-инвалидами; в 1936 году написала в соавторстве одну из первых в мире работ по танце-двигательной терапии. Её система использовалась при подготовке спортсменов и военных. С 1962 г. Маргарет Моррис работала над совершенствованием своей системы оздоровительной и развивающей танцевальной практики.
В настоящее время школы Margaret Morris Movement активно действуют во многих городах Великобритании и других частях света.